# Häggdyna
Häggdyna (Polystigma fulvum) är en svampart som beskrevs av Pers. ex DC. 1815. Häggdyna ingår i släktet Polystigma och familjen Phyllachoraceae.  Arten är reproducerande i Sverige. Inga underarter finns listade i Catalogue of Life.